# روبرت بورن (لاعب كرة قدم)
روبرت بورن (بالإنجليزية: Robert Bourne)‏ هو لاعب كرة قدم بريطاني في مركز الوسط، ولد في 10 سبتمبر 1998 في وارينغتون في المملكة المتحدة. لعب مع نادي بوري.

## وصلات خارجية
- روبرت بورن (لاعب كرة قدم) على موقع قاعدة بيانات كرة القدم.إي يو (الإنجليزية)
- روبرت بورن (لاعب كرة قدم) على موقع Soccerway.com (الإنجليزية)